# Saint-Jean-de-Bassel
Saint-Jean-de-Bassel – miejscowość i gmina we Francji, w regionie Grand Est, w departamencie Mozela.
Według danych na rok 1990 gminę zamieszkiwało 341 osób, a gęstość zaludnienia wynosiła 34 osoby/km² (wśród 2335 gmin Lotaryngii Saint-Jean-de-Bassel plasuje się na 714. miejscu pod względem liczby ludności, natomiast pod względem powierzchni na miejscu 604.).